# Rheotanytarsus scutulatus
Rheotanytarsus scutulatus är en tvåvingeart som beskrevs av Kyerematen och Andersen 2002. Rheotanytarsus scutulatus ingår i släktet Rheotanytarsus och familjen fjädermyggor. Inga underarter finns listade i Catalogue of Life.